# المقامر والراهبة والمذيع
المقامر والراهبة والمذيع (بالإنجليزية: The Gambler, the Nun, and the Radio)‏ قصة قصيرة من تأليف الكاتب الأمريكي إرنست همنغواي. نُشِرت القصة في عام 1933 مُضمَّنة في مجموعة همنغواي القصصية «الفائز لا يأخذ شيئاً»، ثُمَّ نُشِرت مجدداً في «ثلوج كلمنجارو» و«الطابور الخامس وأربعة قصص عن الحرب الأهلية الإسبانية». العنوان الأولي لهذه القصة هو «أعطنا وصفة يا طبيب»، ثُمَّ عدل همنغواي عن ذلك إلى العنوان الحالي.
تجري أحداث القصة في مستشفى تابع لأحد الأديرة. في المستشفى مقامر مكسيكي أُصيب بطلق ناري في بلدة صغير في مونتانا، واسمه كايتانو، وبجانبه السيد فرازير، وهو كاتب أُصيب بمرض يستمع دائماً إلى الراديو، بالإضافة إلى راهبة تعمل في الدير تُصلِّي من أجل كُلِّ شيء وتأمل في أن تصير قديسة. تطلب الراهبة من الشرطة إحضار بضعة مكسيكيين لمؤانسة كايتانو والتخفيف من شعوره بالوحدة، فترسل الشرطة ثلاثة موسيقيين مكسيكيين، وهم من أصدقاء الشخص الذي أطلق النار على كايتانو. يتوجه أحد الموسيقيين إلى فرازير ويقول: «الدين هو أفيون الفقراء»، ومن ثمَّ يقول أنَّه لم يجرب الأفيون أبداً، قائلاً «يبدو سيئاً للغاية، ما أن تبدأ به حتى يصعب التخلِّي عنه. هو رذيلة». ومن ثمَّ يتسائل فرايزر ما إذا كان كل شخص بحاجة إلى إفيونٍ للهروب من المعاناة، فالراهبة لديها الصلاة، والموسيقي لديه الدعابة، وكايتانو لديه المقامرة والآن لديه ثلاثة موسيقيين، وهو لديه الراديو.
الشخصيات في الرواية:
القصص القصيرة للكاتب الأمريكي إرنست همنغواي. تركز هذه الرواية على مجموعة من الشخصيات التي تجسد الأبعاد المختلفة للطبيعة البشرية. الشخصيات الرئيسة في رواية المقامر والراهبة والمذيع،هي:
1. المقامر: هو شخصية متهورة وذات نزعة مغامرة، يُظهر في سلوكه بعض من التحدي للمجتمع والأعراف. تتداخل في شخصيته مشاعر الفقدان، والعزلة، والبحث عن معنى في عالم يبدو غير مستقر. المقامر قد يكون رمزًا لتحدي الحظ والمصير.
2. الراهبة: تمثل الراهبة جانبًا من الزهد والروحانية. يمكن أن تكون رمزًا للبراءة، والتضحية، والاتصال بالعالم الروحي، لكنها في نفس الوقت تُظهر تعقيدات في كيفية تأقلمها مع مواقف الحياة الصعبة.
3. المذيع: هو شخصية تساهم في بناء السياق الثقافي والاجتماعي للوقت الذي تحدث فيه القصة. يمكن أن يرمز إلى العصر الحديث وتأثير وسائل الإعلام على الناس وكيفية تأثير الأخبار والأصوات المسموعة في توجيه الأفكار.

كل شخصية تمثل جانبًا مختلفًا من الحياة، والأحداث التي تجمعهم .